# Alfred Kurella
Alfred Kurella, né le 2 mai 1895 à Brieg et mort le 12 juin 1975 à Berlin-Est, est un écrivain allemand.

## Biographie
Alfred Kurella est le fils de Hans Kurella, psychiatre. Il étudie à Breslau, à Ahrweiler et à Bonn, puis se spécialise dans la peinture et le graphisme à l'École royale des arts appliqués de Munich. En 1914, il prend part à la Première Guerre mondiale en tant qu'engagé volontaire, puis se fait démobiliser en 1916 en simulant des troubles de la paroles. Il est ensuite précepteur à Dresde et travaille pour des journaux socialistes de Dresde et de Leipzig,.
De 1910 à 1918, Kurella est membre de la Jugendbewegung, en octobre 1913 il participe à la première grande journée du mouvement puis à l'organe Freideutsche Jugend. En 1917, il tente de relancer le mouvement qui s'est éclaté, sans succès.
En 1918, il est l'un des fondateurs de la Freie sozialistische Jugend à Munich et adhère au Parti communiste d'Allemagne (KPD). Lors d'un voyage du KPD, il rencontre Lénine à Moscou. Il est un représentant de l'Internationale des jeunes communistes et devient en 1921 le premier secrétaire du comité exécutif à Berlin et à Moscou. À partir de 1920, il est membre du bureau du comité central du Komsomol et de 1924 à 1929 du Parti communiste de l'Union soviétique (PCUS).
De 1924 à 1926, il dirige une école de l'Internationale communiste et une école du Parti communiste français à Bobigny. De 1926 à 1928, il est chef adjoint du département d'Agitprop du comité exécutif de l'Internationale communiste. Il est rédacteur de Komsomolskaïa Pravda.
En raison de rumeurs de gauchisme, Kurella retourne en Allemagne, où il est écrivain et membre du KPD. En 1931, il enseigne à l'école marxiste des travailleurs et fait un voyage d'étude en Italie. De 1932 à 1934, il est secrétaire du Comité international de lutte contre la guerre et le fascisme et rédacteur en chef de l'organe Le Front Mondial, travaillant notamment avec Henri Barbusse. Jusqu'à l'automne 1933, il est rédacteur en chef de la rubrique culture de la revue Monde.
De mars 1934 à février 1935, il est le secrétaire personnel de Georgi Dimitrov à Moscou. En 1937, il est secrétaire du département bibliographique scientifique de la Bibliothèque centrale moscovite de littérature étrangère. Il est contraint d'écarter les écrivains étrangers qui dévient du stalinisme. Kurella est l'auteur d'une biographie hagiographique de Staline en 1935, mais elle est retirée en 1937. En 1936, il écrit un roman qui a pour sujet les purges, lequel ne sort qu'en 1954.
En 1937, il obtient la nationalité soviétique. La même année, son jeune frère, le journaliste Henry Kurella est arrêté au cours de la Grandes Purges à Moscou, condamné à mort et fusillé.
De 1941 à 1945, il est rédacteur de journaux contrôlés par l'Armée rouge. En 1943, il travaille à la rédaction du manifeste du Nationalkomitee Freies Deutschland et est rédacteur en chef pour le département de l'information de son organe.
En 1946, Kurella s'installe dans la République socialiste soviétique autonome d'Abkhazie, où il vit comme peintre, sculpteur et aussi écrivain, traducteur et éditeur notamment d'œuvres de Nikolaï Tchernychevski, Nikolaï Dobrolioubov et Alexandre Herzen. À partir de 1948, il tente d'obtenir la permission de son retour en Allemagne. En 1949, il revient vivre à Moscou.
Le 9 février 1954, Kurella se rend en République  démocratique  allemande, adhère au SED et est de 1955 à 1957 le premier directeur de l'Institut allemand de Littérature à Leipzig. Il a aussi des fonctions dans l'Académie des arts de la RDA, l'Association des écrivains de la RDA (de) et le Kulturbund der DDR. De 1957 à 1963, il est le dirigeant de la Commission culturelle du Politburo du Comité central du SED et député de la Chambre du peuple. Il défend l'œuvre de Stefan George et promeut le réalisme socialiste soviétique ainsi que de nombreuses interventions culturelles et politiques du SED. Il demeure stalinien et contrarie la carrière d'artistes pour la déstalinisation. En 1958, Alfred Kurella, à nouveau veuf, épouse Sonja (1924-2013), une fille de Georg Schwarz. En 1963, il est membre de la Commission idéologique du Politburo du Comité central du SED.

## Adaptation cinématographique
- 1969 : Chemins vers Lénine de Günter Reisch, un film inspiré de son mémoire.

## Galerie

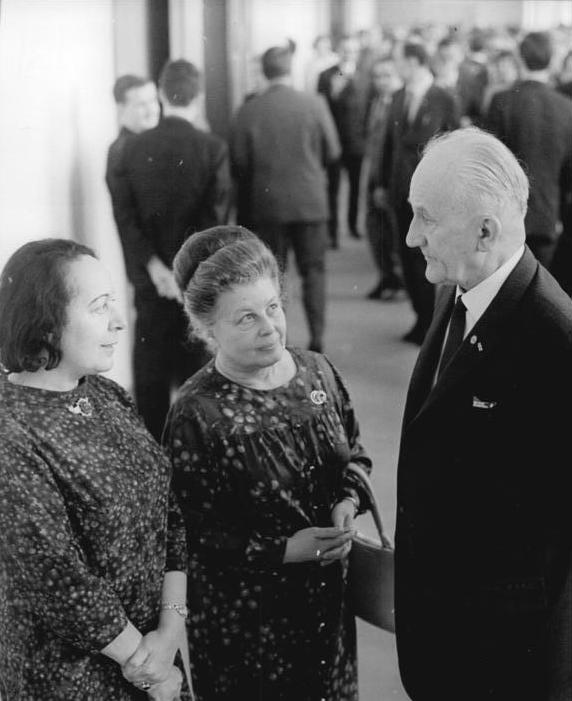
À une réunion du Conseil d'État de la RDA, Ilse Rodenberg avec Lea Grundig et Alfred Kurella (1969).